# Konyhai műveletek

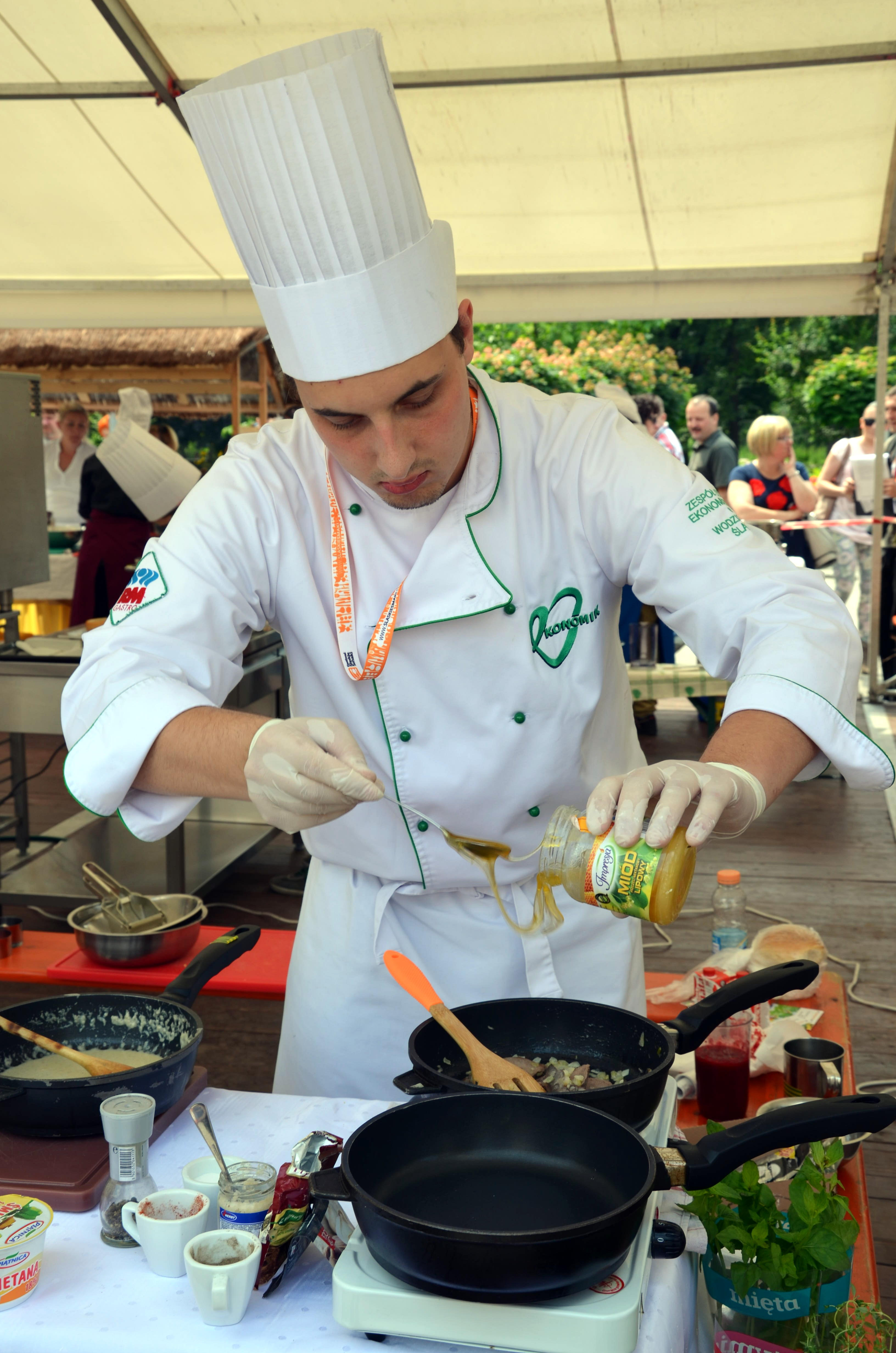
A szakácsművészet alapja a konyhai műveletek magas szintű ismerete és megfelelő alkalmazása

A konyhai műveletek alatt azon tevékenységeket értjük, melyek révén az ételt elkészítésre és fogyasztásra alkalmas állapotba hozzák, illetve az ember számára kulináris és esztétikai szempontból magasabb minőségűvé teszik.

## Felosztásuk
A konyhai műveletek három nagy csoportba oszthatók, attól függően, hogy melyik szakaszban alkalmazzák őket. Szinte mindegyikhez tartozik ezenkívül valamilyen speciális eszköz vagy célszerszám, ami végrehajtását megkönnyíti, azonban ezek nélkül is (néhány kivétellel) érhető el eredmény.
Egyes műveletek közismertek, ilyen például a mosás, a klopfolás vagy a sütés. Vannak ezeken túl kevésbé ismert vagy ritkán alkalmazott fogások is, mind a szuvidálás vagy a pácolás.
Az étkezésnek háromrétű feladata van. Elsődlegesen energia- és anyagszükségletet elégít ki, tehát a szervezet működése szempontjából alapvető fontosságú tevékenység. Másfelől az étel ízletes mivolta és emészthetősége hozzájárul a kulináris élményhez. Pszichológiai kutatások szerint az étel esztétikai megjelenése is számít. Ez a fizikai alaktól a szerkezeten, textúrán át a színig és illatig foglalja magában az étel hatásait.

## Előkészítés
Az előkészítés során az alapanyagokat tisztítják, darabolják, és elkészítésre alkalmas állapotba hozzák. Ezek konkrétan az alapanyag fajtájától és elkészítettségétől függenek.

### Húsok

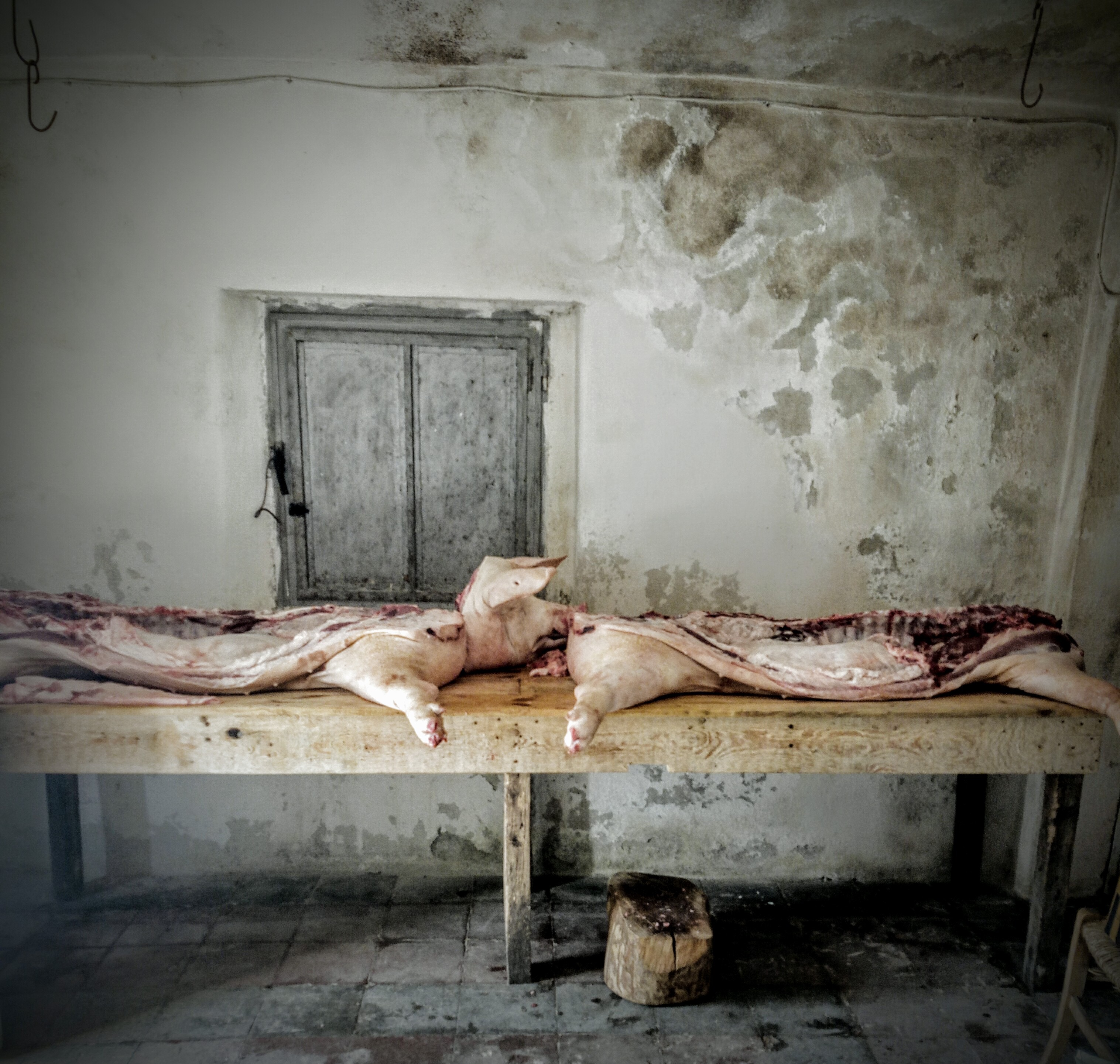
A legtöbb munka a hasított vágóállatokkal van

Melegvérű állatok húsát háromféleképpen szerezhetjük be:
1. hasított vágóállatként minden bontási és csontozási műveletet nekünk kell elvégezni;
2. részekre bontott hús esetén a bontás és csontozás részben vagy egészben megtörtént;
3. konyhakész húsok esetén már csak az elkészítést közvetlenül megelőző műveleteket kell elvégezni.

Maga a hús szűk értelemben az állat izomszöveteit jelenti, tág értelemben pedig a különböző kötőszöveteket, zsír-, csont- és idegszöveteket és belsőségeket is. Összetétele az állat korától, fajától és nemétől is függ.

#### Lemosás
A húsokat minden művelet előtt és után le kell mosni. Az erősebb szagú húsokat (pl. birka) és a csontokat érdemes leforrázni, azaz néhány percre forró vízbe áztatni. Ez addig tart, amíg kicsapódó fehérjék habként ülnek ki a víz tetejére.

#### Formázás
Másik nevén parírozás. A húsrészről levágjuk a csüngő húsrészeket, zsiradékot, kötőszöveteket, inakat, hogy esztétikailag megfelelő külalakja legyen.
Az alaktartást elősegíti a kötözőzsineggel vagy hálóval való egybefogás is.

#### Darabolás

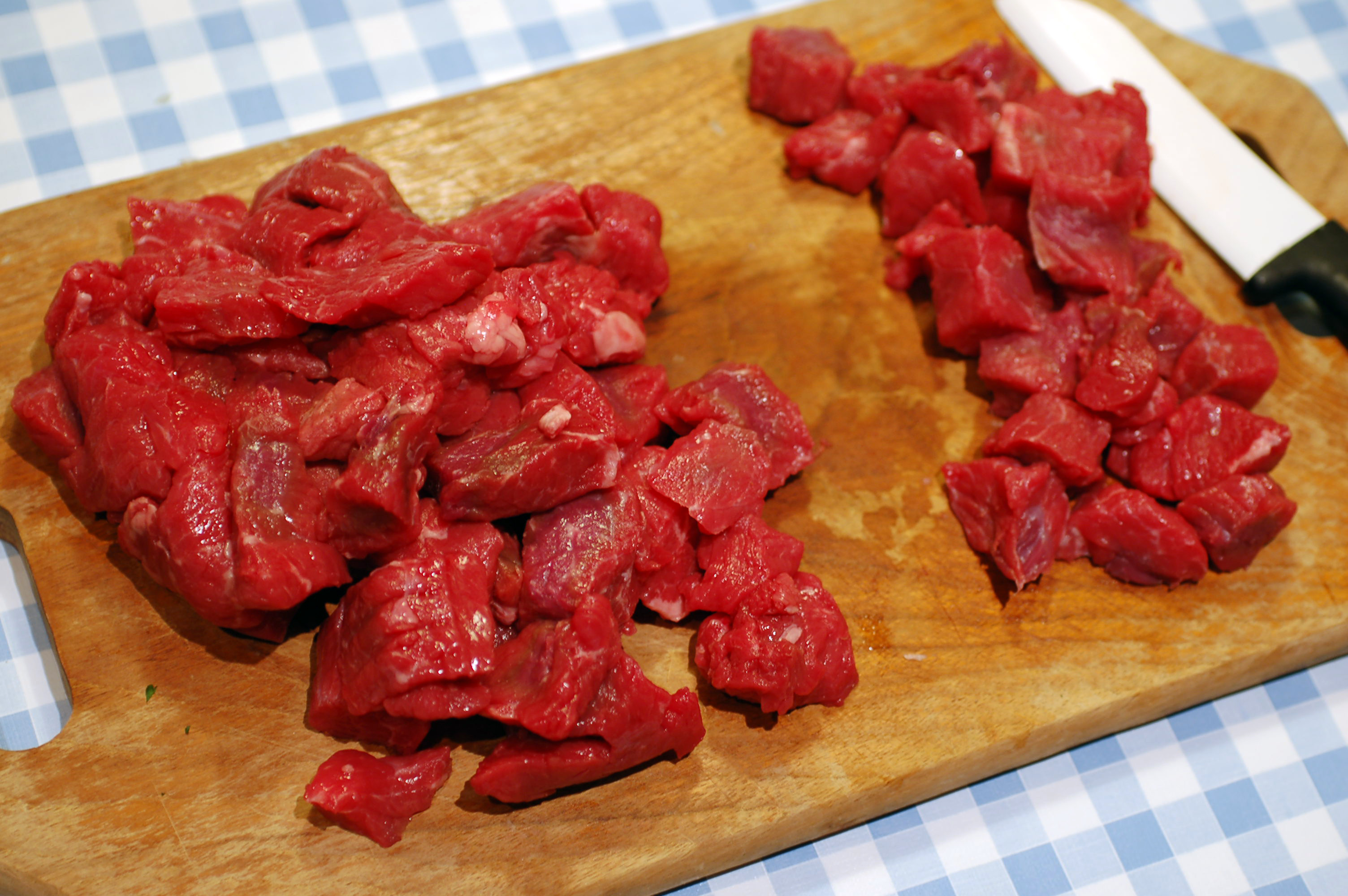
A kockázást a gulyás készítésénél is alkalmazzuk

A húsrészeket akkora darabokra vágjuk, hogy kényelmesen kezelhetőek, szükség esetén elkészítés után könnyen tovább darabolhatóak legyenek. Ennek megfelelően az egyes darabolás műveletek:
- Kockázás során kb. 10 mm-es darabokra vágjuk a húst. Pörköltök esetén lehet nagyobb is, raguk esetén inkább kisebb kockákat készítünk.
- Csíkozás esetén ceruzavastagságú, nagyjából 4 cm-es csíkokat készítünk. Ezt főleg tokányfélék esetén alkalmazzuk.
- Darálás során tárcsán forgó késekkel aprítjuk finomra a húst. Kolbászhoz nagy lyukú, töltelékekhez kis lyukú tárcsát használunk.
- Pürésítés esetén kutterrel[* 3] készítünk húspépet. Ezt pástétomok és virslik esetén használjuk leggyakrabban.

#### Szeletelés
A szeletelés a darabolástól eltérően csak egyirányú felaprózást jelenti. A szeletelést mindig a rostokra merőlegesen végezzük, mivel így a hús könnyebben puhul és könnyebb a fogyasztása is. A szeletek jellemzőit az alábbi táblázat tartalmazza:
| Szelettípus | Tömeg/darab (g) | Darab/adag |
| ----------- | --------------- | ---------- |
| szeletkék   | 20-30           | 5-6        |
| érmék       | 40-50           | 3          |
| szeletek    | 60-90           | 2          |
| bordák      | 60-100          | 2          |
| java        | 140-180         | 1          |

#### Kiverés
Másik nevén klopfolás. A keményebb, erős rostozatú húsok könnyebb emészthetősége érdekében a rostokat mechanika ráhatással, speciális mintázatú kalapáccsal megtörjük. A megtörés során a túlzott igénybevétel a hús kiszáradásához vezet, esetlegesen ezzel a tápértéke is csökken.
A laza rostozatú húsokat sima felületű klopfolóval enyhén veregetjük meg, hogy a szaftosságukat, ami élvezeti értékük jelentős tényezője, el ne veszítsék.
A klopfolóra kevésbé tapadnak húsdarabok, ha időről időre vízbe mártjuk, vagy a szeletek alá és fölé celofánlapot helyezünk.

#### Inak bevagdalása
A szeletelt és kivert húsok formájának megtartása érdekében a hártyákat és inakat éles kés hegyével óvatosan elvágjuk. Ennek hiányában a hús felkunkorodik, így egyenetlenül sül át, puhul meg.

#### Tűzdelés
Másik néven spékelés. A hús rostjai közé kb. 5 mm vastag, 8-10 cm hosszú füstölt szalonna csíkokat húzunk be hosszú tűvel, úgynevezett spékelőtűvel. Ez nagyjából egy centiméterrel a hús felülete alá tesszük.
A spékelés célja a száraz vagy zsírszegény húsok dúsítása. Ugyanakkor azonban nem szabad megfeledkeznünk a szalonna hatásáról sem az étel ízét tekintve, emiatt az eljárást óvatosan alkalmazzuk. Figyelemre méltó vizuális hatást érhetünk el a szalonnacsíkok szabályos elrendezését alkalmazva.
Szokás a szalonna helyett más anyagokat (fokhagyma, mandula, szegfűszeg stb.) is tűzdelni, ilyenkor nem használunk tűt, csak vékony késsel ejtünk megfelelően mély bevágást a húson. Dekorációs szándékkal akár sonkát, gombát vagy ecetes uborkát is használhatunk, ezzel egészen izgalmas hatást érve el.

#### Szalonnalapokkal burkolás
Ezt az eljárást szokás bardírozásnak is nevezni. A kiemelkedően száraz húsokat 1-2 mm vastag szalonnalapokkal burkoljuk be, majd ezeket felkötjük. Ennek révén a hús felülete kevésbé lesz száraz.

#### Töltés és göngyölés
A töltelékek rendkívül sokfélék lehetnek, ezekre itt nem térünk ki. Lényegében a húst feldúsítjuk némi pépes anyaggal, ami az ízét és megjelenését változtatja meg. A töltelékek elhelyezéséhez célszerű habzsákot használni. Mindig vegyük figyelembe, hogy a hús általában sütéskor zsugorodik, a töltelék viszont felpuffad. Göngyöléskor a szelet szélét érdemes a töltelékre ráhajtani, hogy sütéskor az ne „bújhasson” ki. A húst többféleképpen is előkészíthetjük töltésre:
- felszúrással;
- üreg kialakításával;
- nyitott szeletté tétellel;
- szárnyasok bőrét megemelhetjük;
- szárnyasok és halak hasüregébe töltéssel.

#### Pácolás
Az ipari és a konyhatechnológiai pácolást megkülönbözteti az elérni kívánt cél. Előbbinél a kívánalom az eltarthatóság a víztartalom csökkentésével, a fehérjetartalom átalakításával, valamint a hőkezelés után is megőrzött színhatás.
A konyhatechnológiai pácolás során a legfontosabb jelleg, hogy nem használunk sót, nehogy csökkenjen a víztartalom. Ez alól csak a házi füstölést előkészítő pácolás a kivétel.
Régebben kettő, mostanság inkább három pácolási módot különböztetünk meg:
Száraz pácolás
A húst fűszerrel, fűszerkeverékkel bedörzsöljük, majd néhány órára vagy napra hűtőbe tesszük. A szeletek így magukba szívják az aromaanyagokat, ezzel gazdagabb ízélményt érhetünk el. Frissensültek esetén azonban a fűszerek rásülhetnek a felületre, amit nem mindenki szeret, így erről vendégeinket illik tájékoztatni.
Étolajban pácolás
Korábban ezt nevezték száraz pácolásnak, azonban a lényege miatt érdemes a valódi száraz pácolástól elválasztani.
A szeleteket étolajjal alaposan megkenjük, majd 1-2 napra fóliába vagy zsírpapírba tekerve hűtőbe tesszük. Lehetséges a pácolást úgy is megvalósítani, hogy a szeleteket bőven ellepjük étolajjal, majd 6-8 napra hűtőbe tesszük. Ekkor rendszeresen, legalább 3-4 alkalommal meg kell forgatni őket, különben az egyenetlenül pácolódó hús romlásnak indulhat. Vigyázni kell arra is, hogy húsnedvek ne gyűlhessenek össze, mivel ezek is káros hatást fejthetnek ki a húsra.
Az étolajban pácolódás során a hús „megérik”, rostjai puhulnak, szín és ízanyagok jelennek meg. Gyakran adnak a páchoz fűszereket is, illetve dörzsölik be a húst mustárral, azonban ezek nem kívánt változásokat indíthatnak el a húsokban.
Nedves pácolás
Szeletelt zöldségből, fűszerekből, citromlével, fehér vagy vörösborral vízben nagyjából egy óra alatt főzetet készítünk, majd ezt kéz melegre hűtjük. Ebben helyezzük el hússzeleteket, majd 5-6 napig, néhány alkalommal átforgatva hűtőbe tesszük őket.
Esetlegesen tejben vagy tejtermékben is pácolhatunk, ekkor nem készítünk főzetet, hanem a húst teljesen lemerítjük fűszerezett tejtermékben. Esetleg a tejtermék helyett a húst fűszerezhetjük be. Ilyen módon legfeljebb 1-2 napig pácolunk, és kifejezetten ügyelünk arra, hogy a hús a levegővel ne érintkezhessen.

#### Sózás
Röviddel a hőkezelés megkezdése előtt szokás a húsokat sóval meghinteni. Ennek révén a só a húsnak megfelelő alapízt ad. Vigyázzunk, túlzó mértékben alkalmazva a só a hús ízét leronthatja, esetleg teljesen meg is változtatja! Bőrfelületre ne tegyünk sót, mert az felhólyagzik tőle.

### Zöldségek és gyümölcsök
A zöldségeket tisztítani és darabolni kell, mielőtt az ételeket elkészítenénk, illetve az asztalra kerülnének.

#### Tisztítás
A tisztítás során a növényi anyagokról eltávolítjuk a hibás, éretlen, romlott darabokat, a rátapadt földet, fölösleges növényi részeket (levél, szár, magok, magház, stb.).
Száraz tisztítás
A száraz tisztítás során a hibás, nem megfelelő minőségű példányokat eltávolítjuk. Ezután a szükségtelen részleteit a növénynek szintén eltávolítjuk. Ezek lehetnek:
- hámozás
- kaparás
- faragás
- kivágás
- levelezés
- csumázás
- magozás
- szemezés
- feltörés

Nedves tisztítás
A növényről víz segítségével eltávolítjuk a szennyeződéseket. lényeges lépés, ugyanis egyes szennyeződések az ízt ronthatják el, vagy egyes esetekben a gyomrunkat. A nedves tisztítás után a növényt feldolgozásig hagyjuk víz alatt, ami a barnulást, ami egyben minőségcsökkenés is, megakadályozza. A nedves tisztítás alatt értendőek az alábbiak:
- lemosás
- áztatás
- megmosás
- kefélés[* 6]
- leöblítés

#### Darabolás
A darabolás célja, hogy a növényi részt, amit fogyasztásra tervezünk feldolgozni, ehhez alkalmas méretű darabokra osszuk fel. A darabolás fajtái:
- egészben
- félbe
- negyedelve
- cikkekre
- hasábra
- batonra
- szeletekre
- karikázva
- szalmára
- kockára
- finomra
- gyufametéltre
- kivájva
- 10-20 mm-es darabokra
- reszelve
- rózsáira szedve
- leveleire szedve
- tépve
- gyalulva
- golyóra

### Tészták
A tészták tipikusan cukrászipari ételanyagok, de előfordulnak a szakácsfeladatok során is. Lényegében vizes lisztből készülnek, de rendszerint valamilyen térfogatnövelő adalékot is adnak hozzájuk: kovász, szódabikarbóna vagy szalalkáli.
Magyarországon tésztának nevezik a levesbetéteket és bizonyos ételek egyik alapanyagát is, ennek alapja a hasonló előállítási technológia.
Gyúrás

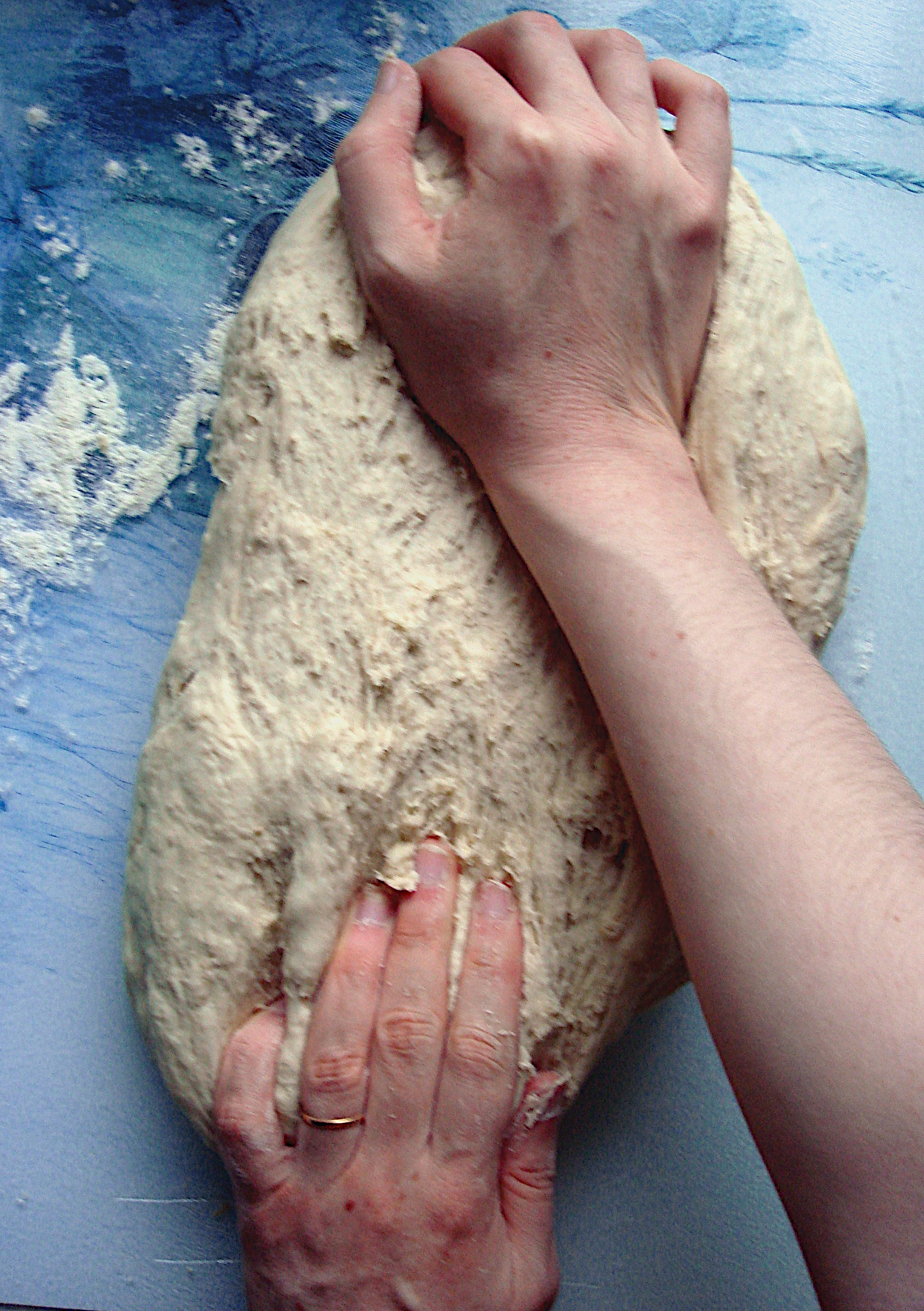
A tészta gyúrása a konyhában egy jellemző tevékenység

A gyúrás során a tésztát alkotó anyagokból homogén tömeget hozunk létre folyamatos keverés és darabolás révén. Ezt leginkább kézzel, újabban gépekkel végezzünk. A keveréket összenyomjuk, ellapítjuk, forgatjuk és dörzsöljük.
Kovászolás
A kovászolás egy térfogatnövelő és ízesítő eljárás. Az élesztőgombák ugyanis a liszt keményítőtartalmát egyszerű cukrokra bontják, amitől a tészta édesebb ízű lesz, eközben gázokat termelnek, ami a tészta állagát könnyebbé teszi, a sűrűségét csökkenti. A magyar konyha egyik jellemző tevékenysége, a kelt tésztákkal rengeteg esetben találkozunk magyaros ételek esetén.
A kovászoláshoz meleg helyiség szükséges, valamint a kovászt kb. 40 °C-on kelesztjük. Maga a kovász tejből, cukorból, lisztből készül, amit az élesztő nyúlós állagúra, az eredeti térfogatának kb. kétszeresére fúj fel.

## Ételkészítés
Az ételkészítés során a különféle alapanyagokat emberi fogyasztásra alkalmas állapotba alakítjuk. Nem minden táplálék igényel külön elkészítést, ezek a nyersen is fogyasztható ételek. Elvileg minden étel fogyasztható nyers állapotban, azonban ennek egészségügyi kockázatai vannak.
Az ételkészítés célja tehát kettős: egyrészt az ételt könnyen emészthető állapotba hozzuk a tápértéke megőrzése mellett, másrészt pedig esztétikailag is megfelelő megjelenést biztosítunk neki. A megfelelően elkészített étel tehát mind kulinárisan, mind esztétikailag minőséget képvisel. Ezt végül a tálalás koronázza meg.

### Főzés
A főzés bő, ízesített folyadékban való hőkezelés. A hőkezelés hatására az étel megpuhul, így könnyen fogyasztható lesz, valamint az aromaanyagok annak teljes térfogatát átjárják.
A főzést kezdhetjük hideg folyadékban. Ezt főleg levesek esetében alkalmazzuk. mivel így az ízanyagok a főzőlébe oldódnak. Ha a cél a tápanyagok élelmi anyagban tartása, akkor inkább meleg folyadékban kezdjük a főzést.
Ezután a főzést fedővel vagy fedő nélkül folytathatjuk. Egyes ételeket túlnyomásos edényben (kukta, autokláv) is elkészíthetünk, azonban itt a magasabb hőmérséklet révén nem csak az intenzívebb kioldódás érhető el, de meggondolatlanul használva a táp- és esztétikai érték csökkenhet.
Speciális főzési mód a vákuumban főzés, ez főleg tartósított ételek esetén alkalmazzák.
A hőmérséklet értéke és tartama alapján többféle főzési mód is van:
Forralás

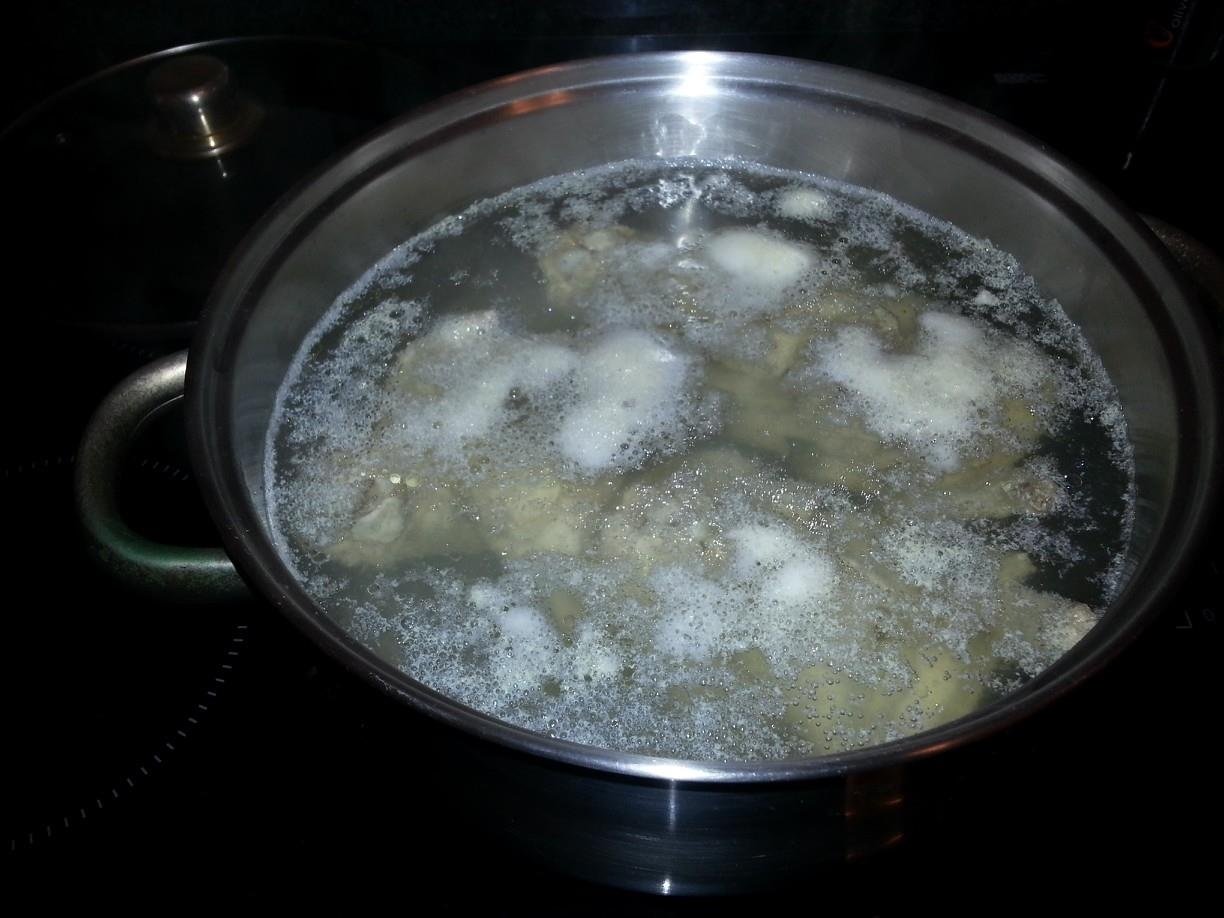
A csirkéből húslevest főzhetünk

A folyadékot tartósan forrponton tartjuk.
Gyöngyöző forralás
A hőutánpótlás alacsony, így a folyadék csak igen lassan forr.
Abálás
Forrpont alatti tartós hőkezelés. Főleg húsételek esetén alkalmazzuk (hurka, szalonna).
Posírozás
Kíméletes főzés. Első vagy utolsó szakaszként alkalmazzuk, esetleg savas folyadékkal.
Beforralás
A folyadékot igen erősen párologtatjuk, hogy sűrűvé legyen. Mártások, alaplevek készítésekor alkalmazzuk. Mértéke alapján megkülönböztetünk demi glace és glace kivonatot.
Forrázás
Az ételt nem forró vízben tartjuk, hanem leöntjük vele.
Blansírozás
Ha kellemetlen íz és szaganyagok vannak az ételben (pacal, káposzta, birkahús), akkor először forrásban lévő vízbe merítjük őket, és a vizet visszaforraljuk. Kivétel után az ételt lemossuk, és szükség esetén új vízben folytatjuk a főzést.

### Gőzölés

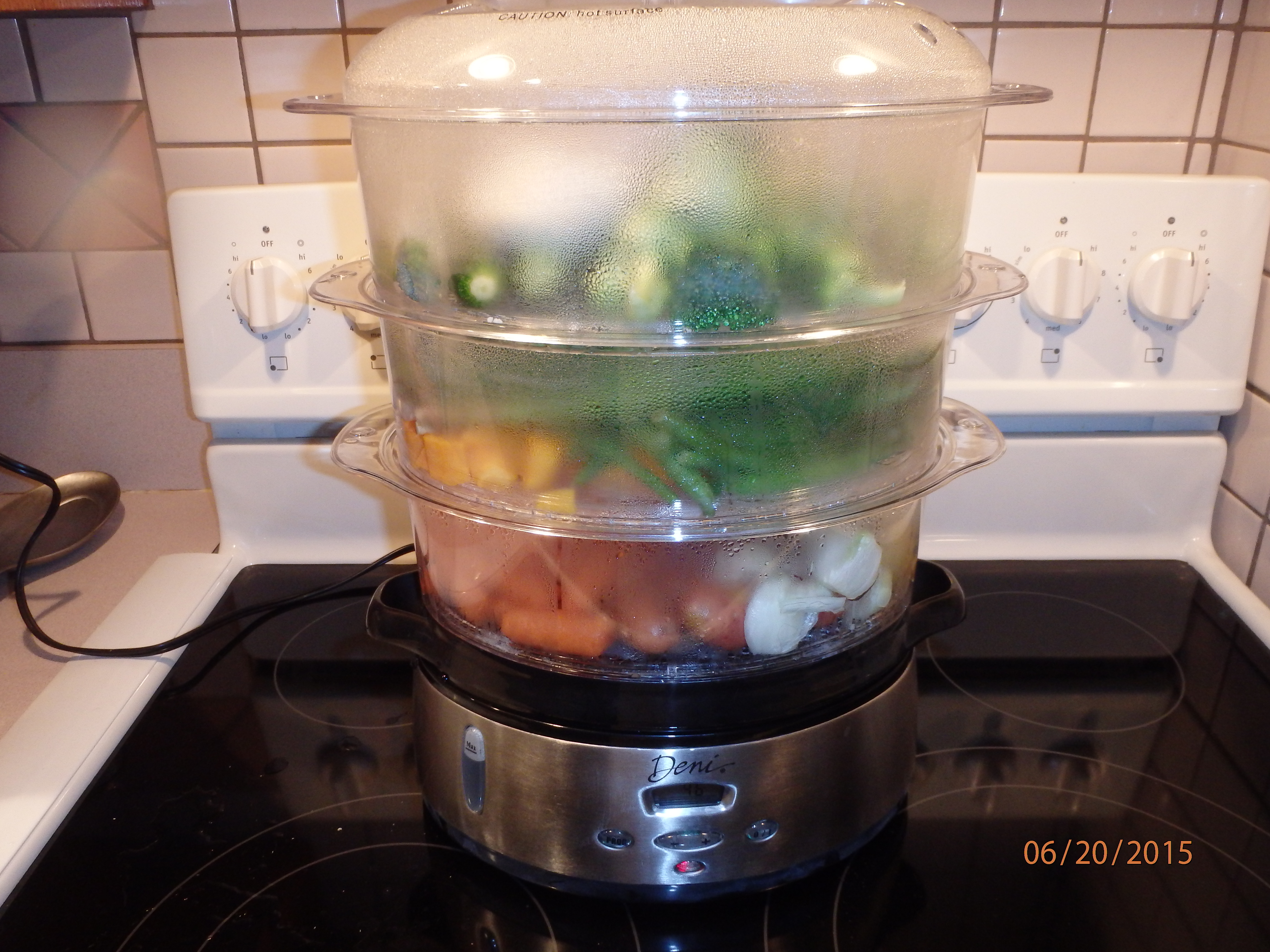
Zöldségek készítésekor igen gyakran alkalmazunk gőzölést

A gőzölés során az ételt zárt légtérben, vízgőzbe merítve hevítjük. Ennek hatására megpuhul, ugyanakkor, mivel csak kis mennyiségű vízzel érintkezik egyszerre, az aromaanyagok kevésbé oldódnak ki belőle. Nem elhanyagolható emellett a tápérték megmaradása sem, illetve különösen növényi étkek esetén a vitaminok egyéb módszerekhez képesti nagyobb mértékű megmaradása.
Egyik módszere a lyukacsos edényben közvetlenül a gőztérbe helyezés, ezt közvetlen gőzölésnek nevezzük. Általában kevéssé hőtűrő anyagok esetében alkalmazzuk.
A közvetett gőzölés esetén az ételt formába öntjük, lyuggatott anyaggal (pl. alufólia) lefedjük, majd gőzzel vesszük körbe. Kifejezetten hőérzékeny ételek esetén forrásmentesen gőzölünk ennél a módszernél.

### Sütés

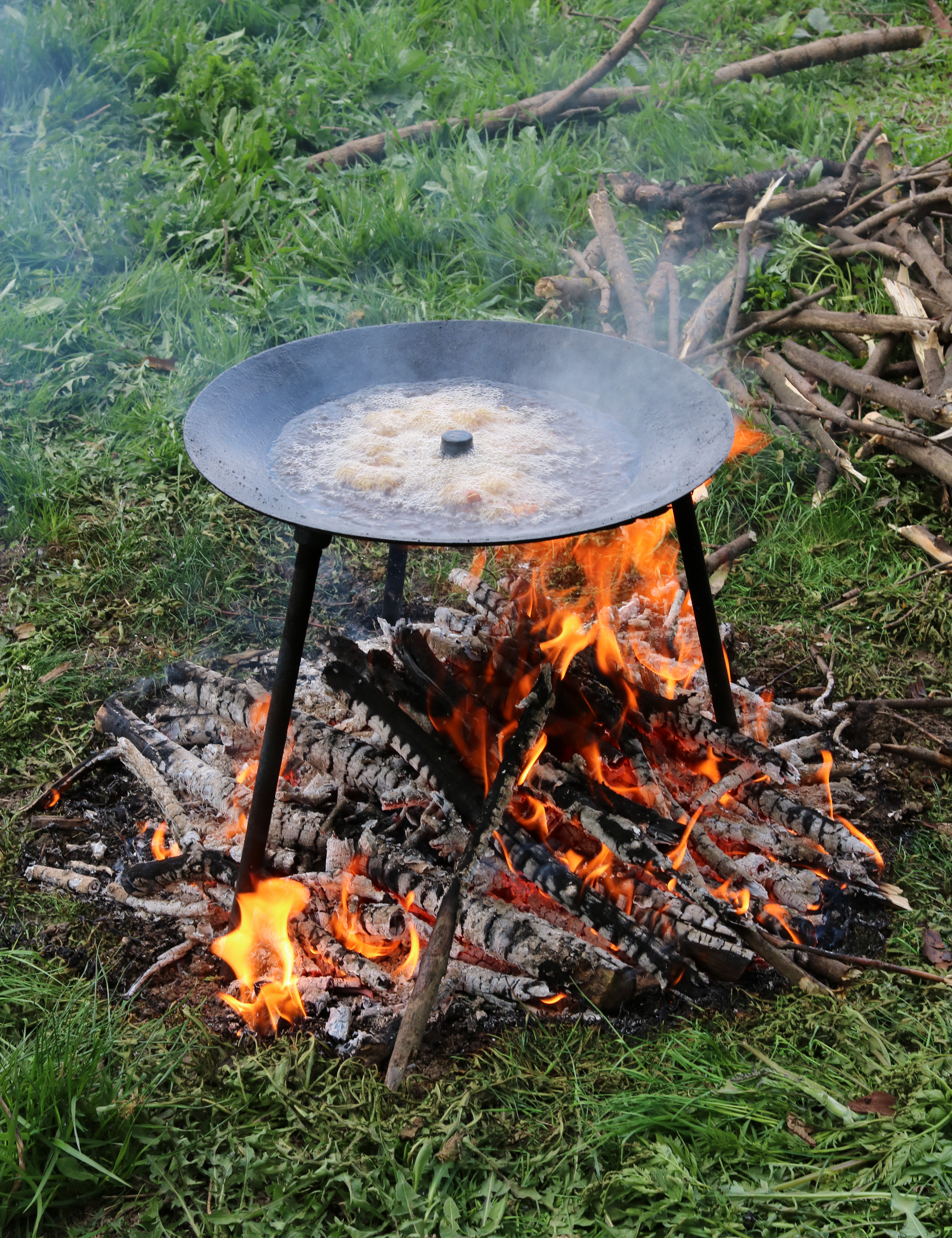
A sütés a legősibb ételkészítési módszer. A képen nyílt légterű sütés látható

A sütés során az élelmiszert magas hőmérsékletnek tesszük ki. Ez 140 °C és 400 °C (413-673 K) közötti értéket jelent. A legtöbb élelmi anyag szerkezetében ennek hatására változások következnek be, illetve a felületükön pörzsanyagok képződnek, ami jellegzetes „sült” ízt okoz. Nem hagyható figyelmen kívül az étel kinézete és illata sem, amik étvágyfokozó hatást váltanak ki a vendégből.
Maga a sütés többféle módon is történhet. Eredete a régmúltba vezet vissza, talán a legősibb ételkészítési mód.
Nyílt légtérben sütés
A legkorábbi sütési módnak vélhetjük. Nyárson vagy fém és fa célszerszámokon kisebb darab hús és zöldségételek süthetőek. Nagyobb méretben, kiegészítő állványzattal akár nagyobb darab húsok, speciálisan akár disznó vagy ökör is süthetővé válik. Roston süthetünk szeletelt húsokat és zöldségeket, ilyenkor a keletkező égéstermékek és zsírgőzök elvezetéséről gondoskodni kell.
Zárt légtérben sütés
Egész húsokat és nagyra formázott húsokat, illetve rakott zöldségeket, töltött ételeket és tésztákat zárt térben sütünk. A sütőteret általában elő kell melegíteni, hogy az étel felületén gyorsan zárt réteg alakuljon ki, ami megakadályozza a kiszáradást. A húsokat a repedezett kéreg miatt ekkor is locsolgatni érdemes. A sütés akkor lesz kellően alapos, ha az étel maghőmérséklete is eléri a 75 °C-ot (343 K-t).
Kevés zsiradékban sütés
Ezt serpenyőben végezzük, éppen annyi zsiradékon, ami az étel letapadását meggátolja. Ebben segíthet, ha a szeletekre vágott ételt lisztbe vagy finomra szitált zsemlemorzsába forgatjuk közvetlenül sütés előtt, és lerázzuk őket. Speciális serpenyők esetén a zsiradékoktól akár el is tekinthetünk.
Bő zsírban sütés
Serpenyőben, lábasban vagy olajsütőben (fritu) bundázott ételek, gyümölcsök, sajtok, valamint tészták, köretek és levesbetétek készülnek. Fontos, hogy a sütés során a jól válasszuk meg a sütési hőmérsékletet, a szeletvastagságot és a sütési időt, különben nehezen fogyasztható, száraz és kellemetlen ízű, esetleg ártalmas is lehet az étel. Fontos, hogy a zsiradékot rendszeresen szűrjük meg, mert különösen bundázáskor a leváló bevonóanyag a zsírban tovább sül, gusztustalanná és rossz ízűvé téve az ételt.
Sütés sugárzó hővel
Sugárzó hőt a grillsütő és a kontakt grillsütő, valamint a szalamander alkalmaz. Ezekben az étel saját beltartalmát felhasználva készül el az étel. A sütés kíméletes, így az élelmi tartalom nagyobb mértékben megmarad.

### Pirítás
Másik nevén szotírozás. Egyfajta kevés zsiradékon sütés, azonban sajátosságai miatt tekinthetjük önálló sütési módnak. A zsiradék lehet zsír, kiolvasztott zsír, étolaj, vaj vagy margarin. A sütés hirtelen, magas hőmérsékleten történik, így nagyon intenzív a pörzsanyagképződés, kicsapódnak és karamellizálódnak a szénhidrátok, ami sajátos aromákat ad az ételnek. A magyaros ételek nagyon gyakori jellegzetessége a pirítás, tekinthetjük akár magyaros sajátosságnak is.

### Párolás
Kevés folyadék és zsiradék felhasználásával, a főzés és a sütés közötti hőmérsékleten történik. Kétféle módja van, az egy-, illetve a kétütemű párolás. Mindkettő esetében a párolást zárt térben, lefedve végezzük. Az együtemű párolás esetén az ételt rögtön a párolóedénybe tesszük, míg a kétütemű módszernél előmelegítjük, elősütjük az ételt.
A lazább szerkezetű ételeket csak rövid ideig pároljuk, esetleg a kész mártásba tesszük, ezeknél a cél az ízek végső kialakítása. A sűrű, erős rostú ételek esetében a párolást sosem kész mártással, hanem pecsenyelével vagy alaplével végezzük, mivel a sűrítőanyag könnyen leég, ezzel rossz ízt okozva az ételnek.

### Füstölés
Az elégő anyagok füstje, különösen a különböző fáké, olyan anyagokat tartalmaz, amik a legtöbb, az étel romlását okozó szervezetet elölik. Ennek révén a füstölés egyben tartósítási eljárás is. Emellett a füstben aromaanyagok is találhatóak, amik az étel ízét befolyásolják. Emellett a füstölt ételek külleme is megváltozik, ezt az étel felhasználása során érdemes figyelembe venni.
Speciálisan, a modern konyhában alkalmazzák a frissen füstölést is. Ekkor keményfa vagy gyümölcsfa kissé nedvesített forgácsával halakat, háziszárnyasokat, esetleg sajtokat vagy vágóállatok egyes részeit készítjük el.

### Kiegészítő műveletek
Az ételkészítést közvetlenül megelőzően, a folyamat során és rögtön a befejezésekor is speciális műveleteket végezhetünk.

#### Sűrítés
A sűrítés során azt a tényt használjuk ki, hogy a liszt keményítőszemcséi víz hatására megduzzadnak, ezzel a lé sűrűbbé válik. Ezáltal az étel tápanyagokban dúsabbá válik. A liszt ételbe juttatásától függően többféle eljárást különböztetünk meg.
Rántás
Jellegzetesen magyar elem a konyhának. A lisztet zsíradékben megpirítjuk a kívánt mértékben, majd ezt adjuk az ételhez. A zsiradék és a liszt tömege megközelítőleg azonos, a típus a zsiradéktól és a pirítás mértékétől függ. Ezek:
- világos vajas
- világos petrezselymes-vajas
- zsemleszínű
- magyaros
- petrezselymes vagy fokhagymás
- cukros barna

Lisztszórás
Konyhai néven staubolás. A pirítással vagy párolással megpuhított alapanyagról a vizet elpárologtatjuk, majd a visszamaradó zsiradékra lisztet szórunk. Pirítás után hideg folyadékkal felengedjük és simára keverjük. Végül pedig jól kiforraljuk.
Habarás
Ha az ételbe nem teszünk zsiradékot, vagy már elégséges mértékben tettünk, akkor alkalmazzuk. A lisztet habverővel eldolgozzuk az ételtől függően tejben, tejfölben, tejszínben vagy vízben, majd egy kevés forró levet adunk hozzá, és rögtön visszaöntjük az ételbe. Végül jól kiforraljuk.
Liszttel begyúrt vaj
Másnéven beurre manié. A lisztet összedolgozzuk a vajjal, majd apránként a forrásban lévő lébe csipegetjük, időnként átkeverve. Gyakran alkalmazzuk utósűrítésként, ha a lé nem lett elég sűrű.
Szárazon pirított liszt
Főleg a francia ételek esetén alkalmazott eljárás. A lisztet serpenyőben, tepsiben vagy szalamanderben a kívánt barnaság eléréséig melegítjük, kéz melegre hűtjük, majd vagy vízzel elkeverjük, vagy a forrásában lévő ételre szórjuk. Ezután alaposan kiforraljuk. Az ételeknek ettől különleges íze és színe lesz.
Sűrítés keményítővel
Az előbbi eljárások mindegyikében a lisztet helyettesíthetjük keményítővel, azonban ekkor vigyázni kell, mert a keményítő állás közben is vesz fel vizet, így az étel könnyen csirizessé, nyálkássá válik, ezzel esztétikai értéke csökken.

#### Dúsítás
A dúsítás, mint a neve is mutatja, a táplálék tartalmának megnövelést jelenti. Sokan azon a (téves) véleményen vannak, hogy csak az elrontott vagy túlságosan kis mennyiségű ételt szokás dúsítani, azonban ez ebben a formában nem állja meg a helyét. A dúsítás során nem csak a mennyiséget, hanem a tápértéket és az ízeket is növeljük.
A végrehajtás módjától függően háromféle dúsítási eljárás különböztethető meg:
Legírozás
Levesek, mártások esetén kiforralás után nagyjából 1-1,5 dl tejszínnel egy tojássárgát elkeverünk, és egy kevés lével eldolgozunk. Ezt a langyos levet a tálalásra váró ételbe szűrőn át visszaöntjük. A legírozás általánosan alkalmazott művelet a krémlevesek készítése során.
Montírozás
Az ételhez nyers vajat adunk és elkeverjük. Ennek révén az étel ízben és illatban gazdagabb lesz, a vajnak köszönhetően pedig tápanyagokban is dúsul. A zsiradék miatt fényesebb, így frissebb hatású is lesz az étel. A másodlagos hőkezelés viszont kerülendő a vaj kiválása miatt.
Dúsítás tejtermékkel
Az ételbe hőkiegyenlítéssel tejszínt vagy tejfölt keverünk, ennek révén az étel selymesebb, gazdagabb lesz. Emellett a tejföl jellegzetes savanykás ízével egyedi ízkombinációkat alakít ki. Ez egyben a magyar konyha egyik legjellegzetesebb tevékenysége.

#### Felületi kezelés
A felületi kezelés során az étel felületét vonjuk be valamilyen egyéb anyaggal. Ennek több módja is van, a legismertebbek a bundázás és a smizírozás.
Bundázás
A bő, forró zsiradékban sütött termékeket a bundázás a túlzott nedvességvesztéstől óvja. Emellett a bevonat az ízt és a karaktert is megváltoztatja. A bunda fajtáj aszerint lehetséges:
- Bécsi, más néven rántott vagy panírozott az étel. Ekkor lisztbe, tojásba,[* 10] végül zsemlemorzsába forgatjuk az előkészített szeleteket, majd kisütjük. Sütés előtt célszerű a fölösleges anyagot lerázogatni a szeletekről.
- Milánói, de olaszos néven is ismert módszer. A zsemlemorzsához morzsára reszelt keménysajtot[* 11] adunk, esetleg dúsíthatjuk fűszerekkel, dióval, gabonával, mogyoróval.
- Párizsi bundázás esetén a zsemlemorzsába forgatás elmarad.
- Francia módon bundázva az ételt tojás helyett tejbe áztatjuk, majd lecsepegtetés után lisztbe forgatjuk az ételt.
- Angolos a bundázás, ha az ételt olvasztott vajba, majd zsemlemorzsába forgatjuk.
- Villeroi módon bundázva először lisztbe forgatjuk, elősütjük, majd besamel-mártásba, végül zsemlemorzsába forgatjuk. Az egyik legösszetettebb bundázási mód.
- Orly-módra bundázva a liszt után sörtésztába forgatjuk az ételt.
- Tempura Japán eredetű bundázás. A bunda összetevőit jeges, fagyos állapotban, csak mutatóba keverjük el. Itt kifejezetten nem probléma a csomós, heterogén állag. Lisztből, vízből, tojásból és sóból lehet a tempurát elkészíteni, ezzel egy palacsintához hasonló anyagot nyerünk, majd ebbe forgatjuk a szeleteket.

Smizírozás
Speciális bevonatkészítés. Főleg húsoknál alkalmazzuk, egyben formázási tevékenység is.
Egy sütőformát aszpikkal vékonyan kikenünk, beleszórjuk a díszítést, majd a kész, bevonandó ételt, és kihűtjük. Ezután a formából az ételt kifordítjuk, így az aszpik bevonatként és díszítőelemként kerül legfelülre. Lényeges, hogy húsok esetén az aszpik eredete a húséval egyezzen.

#### Levek készítése
A húsok feldolgozásakor, előkészítésekor sok nyesedék keletkezik, amik még tartalmaznak tápanyagokat, illetve kollagént. A minél kisebb vesztesé érdekében mindezen anyagokat még felhasználhatjuk az ételanyagot kiegészítendő főzetek készítéséhez, amiknek emellett jelentős az ízt befolyásoló és állagot meghatározó szerepe.
Az alapleveket, azaz a fondokat az ételkészítés során alkalmazzuk, általában a vizet helyettesítve részben vagy egészében. Ha a sütőzsiradékot felfogjuk, sűrítjük és ízesítjük, a pecsenyelevet, azaz jus-t kapunk. Ez utóbbit a kész étel mellé tálaljuk, egyfajta mártogatós mellékletként.
Az alapleveket tovább forraljuk lassú tűzön, akkor kivonatokat, más néven glace-okat kapunk. A félkivonat (demi glace) nincsen teljesen besűrítve, a kivonat a mézéhez hasonló viszkozitású, sűrűn folyós, igen koncentrált aromájú adalék. Ezekből igen kevés is elegendő az étel színét és ízét komolyan befolyásolni.
Fehér alaplé
A nyesedéket, csontot, bőrt kezelhető darabokra aprítjuk, mossuk és forrázzuk. Ismételt mosás után hideg vízben főzni tesszük, forráskor pedig a habját eltávolítjuk. Ezután fűszerezzük, enyhén sózzuk és vegyes zöldséget adunk hozzá. Végül kb. 4 h forralás után pihentetjük, és a zsiradékot lekanalazzuk róla, majd leszűrjük.
Barna alaplé
A csontokat kis darabokra aprítjuk, majd előmelegített sütőben kb. 20 percig pirítjuk. Ekkor zöldségeket, vöröshagymát, szemes borsot adunk hozzá, és kevés zsiradékon tovább pirítjuk. Lábasba tesszük, felengedjük vízzel, majd és folyamatos forralással kb. 4 h hosszan főzzük. A távozó vizet folyamatosan pótoljuk. A színét némi friss karamell hozzáadásával mélyíthetjük.
Francia halalaplé
A megtisztított fejet, csontozatot és bőröket hideg vízben főni tesszük. Gyöngyöző forralás mellett a képződő habot lemerjük a felszínről. Sózzuk, borsozzuk, vöröshagyma-karikákat adunk hozzá, valamint citromhéjat, citromlevet. Kiegészítjük szeletelt gyökérrel és sárgarépával, majd a főzés vége felé kevés fehérbort adunk hozzá.
Magyaros halalaplé
A halmaradványokat hideg vízben főni tesszük. Megsózzuk, habozzuk, majd bőségesen ellátjuk vöröshagymával, paprikakarikákkal és paradicsommal. mintegy 3 órányi főzés után lehúzzuk a tűzhelyről, és megvárjuk, hogy a halzsír a víz tetejére emelkedjen. Ekkor megszórjuk fűszerpaprikával, majd az oldódása után visszatesszük még egy fél órára forrni. Szűrjük, és szükség szerinti mértékben lezsírozzuk. Vigyázzunk, hogy az értékes színanyagok a zsíros részben vannak, tehát teljesen ne zsírtalanítsuk!
Füstölt alaplé
Ha füstölt húsokat főzünk, akkor a leszűrt levet is használhatjuk alaplének, tekintettel az ízintenzitására és sótartalmára.

#### Élvezeti érték növelése
Sokak számára az előkészítés és a hőkezelés mellett az egyetlen ismert konyhai tevékenység, szinte a szakácsművészet csúcsa a fűszerezés. Tény, hogy a megfelelő időben és módon alkalmazott fűszerek az étel aromáját és karakterét nagyban meghatározzák, azonban nem szabad elfeledkeznünk magának az ételnek az aprólékos, kidolgozott elkészítéséről sem. A fűszerezés így is a konyhai tevékenység egyik sarokköve.

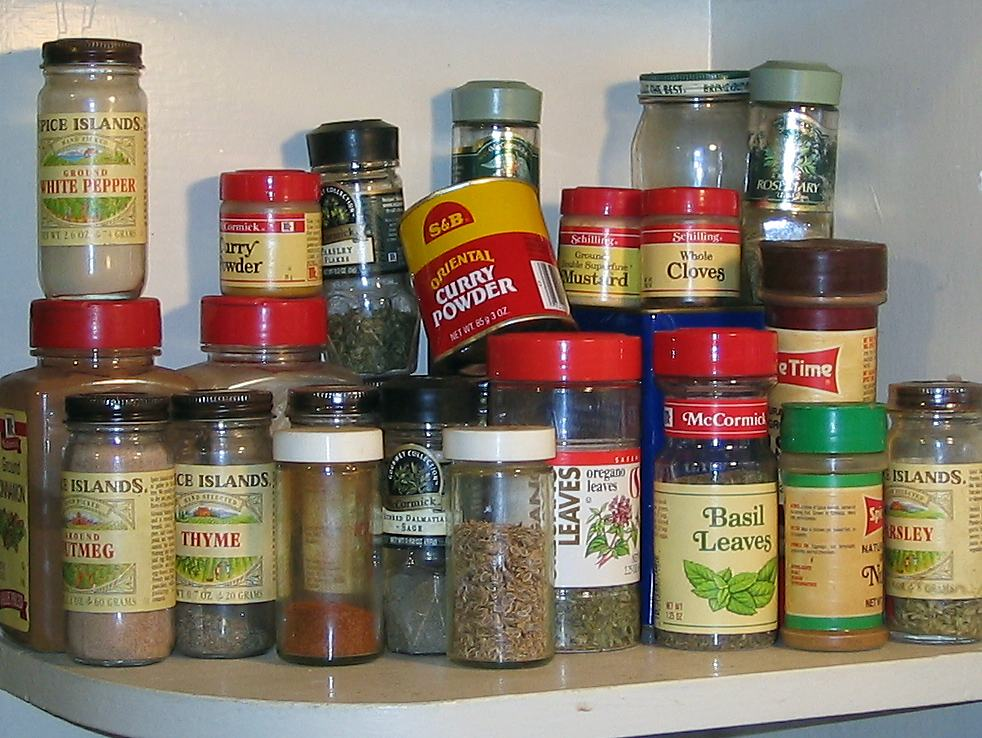
A fűszerpolc minden konyhában megtalálható

A fűszerezés fő célja az ételek változatossá tétele és élvezeti értékének növelése, de emellett az étvágyfokozó, emésztéskönnyítő és időnként gyógyhatás kiváltása is megjelenhet. Fontos tudnunk, hogy az egyes fűszereknek milyen hatóanyagai és fiziológiai hatásai vannak, hogy a felszolgált tápanyag biztosan ne okozhasson kellemetlenséget a vendég számára. Ehhez a szakácsnak tájékozottnak kell lennie a biológia területén is.
A fűszerezésnél nagyban hagyatkozunk a tapasztalatokra, a fantáziára és az egyéni ízlésre. Ugyanakkor lényeges, hogy az étel saját ízét kell kiteljesíteni, nem azt elvenni vagy megváltoztatni. Ehhez sokféle, de mértékletesen alkalmazott fűszerre van szükségünk. A fűszerezés esetén kétféle ízharmóniára törekedhetünk:
1. Az egyes ízek egyenrangúan, azonos mértékben jelennek meg az étel aromájában. Például egy jó húsleves esetében ez a cél.
2. Valamely ízt, karaktert igyekszünk kiemelni és alátámasztani a többivel. Ilyenkor az étel nevében is megjelenik a kívánt íz.

A fűszerek mellett használhatunk a négy alapízt kialakító további adalékokat, ezeket ízesítőszereknek nevezzük.
| Felhasznált rész         | Gyakori fűszerek | Ritka fűszerek                                                                                          |
| ------------------------ | --- | --- |
| Gyökerek és gyökérrészek | gyömbér, torma, zeller | angelika, galangál, kálmos, kurkuma, lestyán                                                            |
| Levelek                  | babérlevél, lestány, kakukkfű, kapor, majoránna, metélőhagyma, petrezselyem zöldje, póréhagyma, rozmaring, tárkonylevél, zeller zöldje | bazsalikom, borágó, borsikafű, borsmenta, citromfű, izsóp, szagos müge, szurokfű, vasfű, zsálya, zsázsa |
| Termések                 | borókabogyó, fekete bors, fűszerpaprika, fűszerköménymag, szegfűbors, vanília                                                          | áfonya, ánizs, Cayenne-bors, citrom, csillagánizs, komló, narancs, szerecsendió-virág, zöld bors        |
| Magvak                   | fehér bors , koriander, mustármag, szerecsendió                                                                                        | édeskömény, kapor, kardamom, szezámmag                                                                  |
| Virágok, virágrészek     | kapribogyó, sáfrányos szeklice, szegfűszeg                                                                                             | kapor, üröm, sáfrány                                                                                    |
| Héjrészek                | fahéj, citromhéj, narancshéj | |
| Hagymák                  | fokhagyma, metélőhagyma, póréhagyma, vöröshagyma                                                                                       | |

Egyes szakácsok saját keverékeket is ki szoktak kísérletezni az egyes ételfajtákhoz. Ezek előnye, hogy előre nagyon pontosan beállított arányokban lehet fűszerezni. Nem elhanyagolható szempont, hogy egyfajta stílust képvisel és a visszatérő vendégek számára biztos pontot jelentenek a megszokott ízek. Ide sorolhatóak a különféle fűszerolajok is, amiket fűszerek étolajban áztatásával állítanak elő.
Emellett a fűszerek hatóanyagaihoz is hozzá lehet kereskedelmi forgalomban férni, ilyen például a vanillin, amit vaníliás cukor néven lehet beszerezni, és árában lényegesen olcsóbb, mint a megfelelő mennyiségű vanília.
Végül speciálisan fűszer jellegű alkalmazásai vannak a különféle ún. natúrolajoknak, amiket enyhén pirított növényi magvakból sajtolással (olajütés) nyernek ki. Ezekből már egészen kevés is elegendő teljesen új ízhatások eléréséhez.
Az ízanyagok esetén a célszerű csoportosítás az elérni kívánt ízhatás.
Sós
Az egyetlen íz, amit ásványi eredetű fűszerrel, nátrium-kloriddal nyerhetünk elsősorban. Emellett egyes állati és növényi részek is okozhatnak sós ízhatást. A só használatával különösen óvatosan kell bánni, mivel túlzó mennyiségben az étel ízét elrontja, emellett kellemetlen egészségügyi hatásai vannak.
Édes
Főleg szénhidrátokkal kiváltható ízérzet. Az íz mellett hőkezeléssel sárga, okker és barna színárnyalatokat is adhatunk velük. Ügylejünk arra, hogy sok esetben eleve az ételek is tartalmaznak jelentős mennyiségű cukrot, így apránként, több részletben, folyamatos kóstolással adjunk hozzá.
Savanyú
Savanyú ízeket főleg ételecettel állíthatunk elő. Ebből kereskedelmi forgalomban 5, 10 és 20%-os vizes oldatokat lehet beszerezni, amiket esszenciáknak nevezünk. Ezek tisztán savanyú ízűek. Általában ipari úton állítják elő őket.
Újabban újra hódítanak a különféle „természetes” úton előállított ecetoldatok. Ezek egyik része erjesztéssel készül. Az almaecet, borecetek a legismertebb ilyen ecetek, ezek előnye, hogy a savanyító ecetsav mellett aromaanyagokat is tartalmaznak, így az ételek ízét igen nagy mértékben befolyásolják.
Különleges, főleg a mediterráneum térségében használt savanyítóanyag a balzsamecet. Ezt mustból érleléssel, több éven keresztül készítik. Ennek révén a savanyú íz mellé további erős aromák sorakoznak fel.
Az eceten kívül további lehetséges savanyítóanyagok a száraz fehér és vörösborok, és a savas gyümölcsök (citrom, narancs, stb.).
Keserű
A keserű anyagokat általában ritkán használjuk a konyhában, habár egyes ételek és italok esetén jelentős szerepük van. Mégis inkább feladat eltüntetése, kivédése. Erre elő és utókezelési eljárások alkalmasak, de sajnos általános eljárás nincsen.
Umami
A húsok ízét adó vegyületek szinte kizárólag húsokban található meg, illetve a nátrium-glutamáttal tudjuk utánozni. Amelyik ételben szükséges, abban eleve húsokat is várunk el, ritka, hogy húsízt húsmentesen képzeljen el valaki.
Oleogustus
Hasonló a helyzet a 2015-ben önálló ízként azonosított zsírízzel is:
amikor erre van szükségünk, akkor eleve zsírokat teszünk az ételbe.

#### Formaadás
Az ételek élvezeti értékét növelheti, ha az alakját az elvárt ízhez igazítjuk. Nem szabad azonban elfeledkezni a természetes alakról (ha van), és az ételanyag belső szerkezetéről sem.
Kiszúrás
Főleg tésztaételek és sütemények esetén alkalmazott eljárás. A szakács különböző alapú, lemezből készült hengerpalástokkal a vékonyra lapított ételanyagból darabokat vág ki. A kiemelt darabokat további díszítésekkel lehet ellátni.
Lepréselés
Az ételanyagból nehezékkel vagy erőkifejtéssel a fölösleges nedvességet eltávolítjuk. Ennek révén az étel tömörebb lesz, így könnyebben szeletelhető és fogyasztható.
Sajtolás
Hasonló a lepréseléshez, azonban a sajtolást hosszabb ideig folytatjuk. A sajtok, illetve a disznósajt készül tipikusan ezzel az eljárással. A tartós préselés hatására az egymástól eredetileg elváló részek összeforradnak, illetve íz és színanyagaik részben keverednek.
Szeletelés
A kész ételanyagból párhuzamos síkok mentén darabokat vágunk le. Ezt akkor alkalmazzuk, amikor az étel eredeti formájában egy személy számára túlzottan nagy méretű, vagy esetleg több személy számára készítettük el. Húsok esetén a szeletelést mindig a rostokra merőlegesen végezzük, az esztétikum érdekében.
Darabolás
A nagy méretű, kész ételanyagot fogyasztásra alkalmas részekre tagoljuk. A darabokat nem egyszerűen csak levágjuk, hanem igyekszünk az étel jellegzetességeit is kidomborítani vele, például a töltelék megmutatásával vagy a felületére szórt anyagok elosztásával.
Áttörés
Nevezik passzírozásnak is. Az áttörés során a lágy, darabos ételanyagot megfelelően választott lyukméretű rácson préseljük keresztül, így egységesebb szerkezetű lesz. Főleg gyümölcskészítmények, bab, borsó, lencse és burgonya esetén használatos eljárás.
Kiszaggatás
A kiszúráshoz hasonló művelet, azonban célja nem azonos alapú hengerek létrehozása, hanem többé-kevésbé hasonló alakú, falatnyi méretű darabok létrehozása az ételanyagból. Ehhez kést (nokedli) vagy kanalat (galuska) használunk.
Sodrás
A sodrást egy erre a célra kialakított célszerszámmal, a sodrófával végezzük. Ennek során az ételanyagot, különösen az egyes tésztákat kilapítjuk, eközben kinyújtjuk. Tehát az étel nem tömörödik, ellentétben a préseléssel. Különösen az édesiparban az ételkészítés előkészítő lépései közé is tartozik.
Fonás
Az ételanyagból hosszú, vékony szálakat alakítunk ki, majd ezeket egymást keresztezve helyezzük el. Az így nyert alakzatot nevezzük fonatnak. Jellemzően péksütemények esetén alkalmazzuk.
Kinyomás zsákból
Mint a neve is mutatja, egy flexibilis tárolóedénybe töltött emulziót vagy szolt kis keresztmetszetű lyukon keresztül nyomunk ki. Mind tálaláskor, mind előkészítéskor alkalmazott eljárás, utóbbi különösen a cukrászatban jellemző. A nyílás kialakításától függően különféle látványos alakzatokat lehet kialakítani, amik a vendég esztétikai érzékére hatva a fogyasztás élményét növeli.

#### Főtt ételek hámozása
Egyes ételek, főleg köretek esetén főzés után, de tálalás illetve további feldolgozás előtt a külső borítást el kell távolítani. Ilyen jellemzően a tojás és a burgonya esetén szokott előfordulni. A hámozás során igyekezzünk az élelmi rész minél kevesebb hányadát a héjjal együtt eltávolítani, miközben a héjat magát teljes egészében elkülönítjük.
Egyes esetekben az eltávolított héjnak akár díszítő funkciója is lehet a későbbiekben, különösen, ha nagy kézügyességgel végezzük a hámozást. Ez főleg bizonyos gyümölcsök (alma, narancs például) lehetséges.

## Tálalás

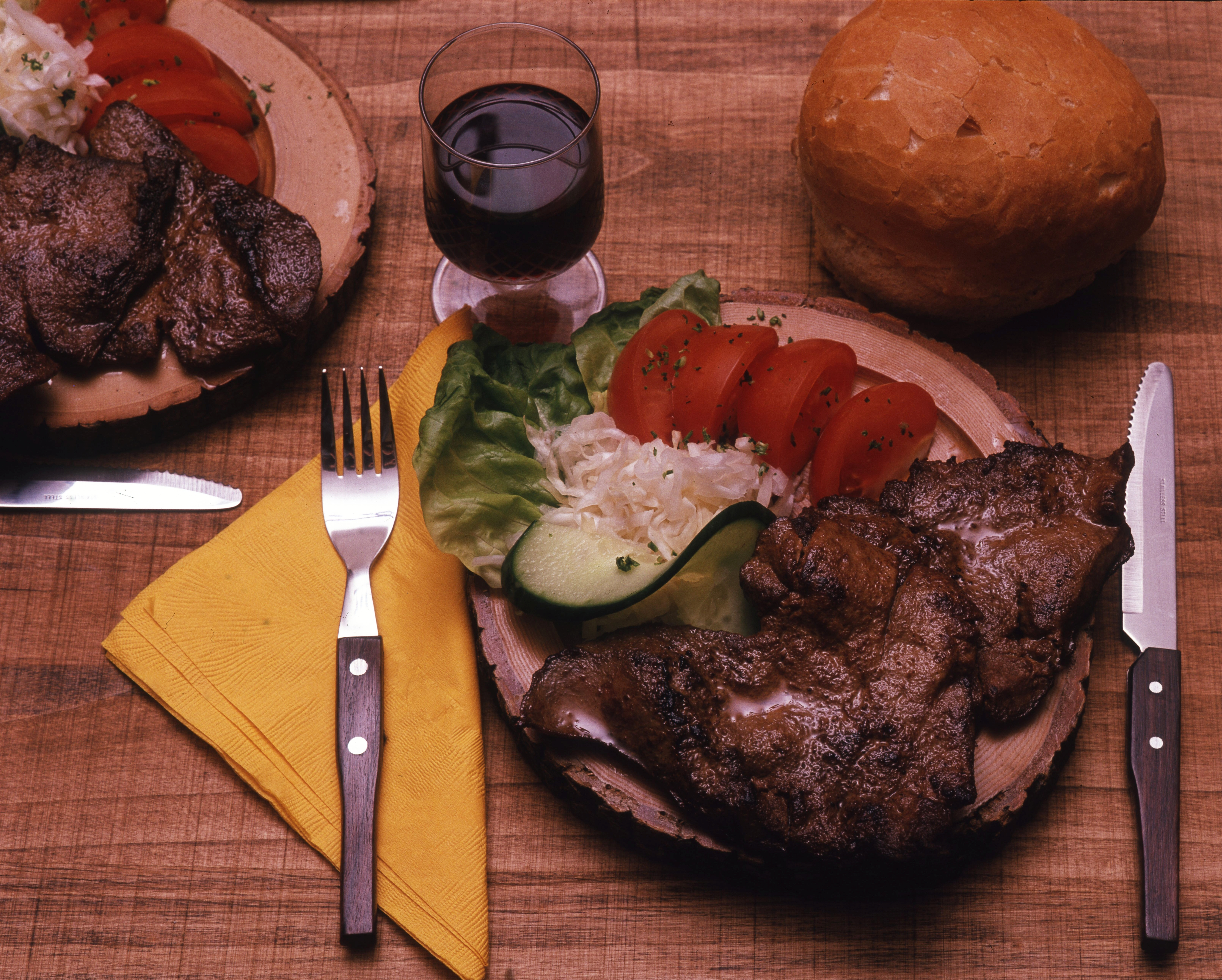
A tetszetős tálalás az étkezésnek, mint élménynek a szintjét nagymértékben emeli

A tálalás során az elkészített ételt a vendég elé helyezzük, hogy elfogyaszthassa. Az egyszerű terítésen és felszolgáláson túl a tálalásnak az esztétikus és tiszta környezet megteremtése is célja. Az elrendezés, az adagolás és a díszítés nagyban hozzájárul az étkezés élményéhez, éppen ezért nagy odafigyelést, művészi érzéket és pszichológiai ismereteket igényel.

### Adagolás
Az ételanyagot egyszerre elfogyasztható mennyiségben tesszük a tányérra. A pontos mennyiséget ugyan csak egyénileg lehet meghatározni, azonban ez egy átlagos mennyiség körül viszonylag kevéssé szóródik. Ha tehát az ennek megfelelő mennyiséget mérjük ki, biztosak lehetünk abban, hogy a vendégek többsége elégedett és jóllakott lesz.
A szükségesnél kevesebb étel esetén ugyanis a vendégek többsége nem fog jóllakni, ha pedig túl nagyok az adagok, akkor a maradék is jelentős mennyiségű lesz, és kárba vész. Emellett a nagy adag ételek ára is magas, így a vendégek létszáma is csökkenni fog. Otthoni és tömegétkeztetésnél ez kevéssé jelentős probléma.
Közelítő adagok:
- Előételek:
  - Leves: 2,5 dl
  - Hal: 10-12 dkg
  - Hús: 5-8 dkg
  - Saláta: 10-22 dkg
- Főétel
  - Leves: 3-5 dl
  - Főzelék: 2,5 dl
  - Hal (filézett): 15-20 dkg
  - Hús (csont nélkül): 12,5 dkg vagy 2 szelet
  - Hús (csonttal): 15-25 dkg
  - Darált hús: 8-12 dkg
  - Ragu: 9 dkg
  - Göngyölt hús: 9 dkg
  - Tészta: 9,5 dkg
  - Tészta (teljes kiőrlésű gabona): 10 dkg
  - Zöldség: 30-40 dkg
  - Rizs: 8-12 dkg
  - Hüvelyesek: 10-12,5 dkg
- Köret
  - Saláta: 10-22 dkg
  - Zöldség (friss): 25-30 dkg
  - Burgonya: 20-25 dkg
  - Rizs: 8-10 dkg
  - Tészta: 8-10 dkg
  - Mártás: 1-10 dl
- Desszert
  - Gyümölcs: 20-25 dkg
  - Édesség: 15-25 dkg

### Dekorálás
A dekorálás során az elkészült ételt, miután a tányérra helyeztük, további kiegészítő testekkel látjuk el. Fontos, hogy ezek mind fogyaszthatóak kell legyenek, nem ehető vagy egyenesen ártalmas dolgokat a vendég elé nem szabad tenni.
A leggyakoribb dekorációk a különféle növényi anyagok, gyümölcsdarabok és színben, ízben vagy illatban harmonizáló fűszerek.
Tágabb értelemben a dekorációkhoz sorolhatjuk az asztal kinézetét is, azaz a tányér környezetét. Itt két szempont kell érvényesüljön: a hely tematikája és az ételkínálat. Ezek mind az étkezésnek az élményszerűségét javítják.